# 델타트레
델타트레(Dealtatre)는 이탈리아 토리노에 본사를 둔 스포츠 테크놀로지 기업이다. 이 회사는 경기자료 작성, 텔레비전·비디오 광고판 그래픽 제작을 주로 한다. FIFA는 2010 남아공 월드컵 각 경기의 분석을 위해 이 기업과 협력관계를 맺고 있다.

## 선수 추적 시스템
선수 추적 시스템은 델타트레가 2006년부터 상용화한 컴퓨터 시스템이다. 일반군대에서 사용하는 미사일 추적기술을 바탕으로 한다. 국제축구연맹, 국제육상경기연맹, 유럽축구연맹, 국제스키연맹, 포뮬러1은 경기분석시, 이 시스템을 주로 이용한다. 한편, 프로존(ProZone)은 자체적인 선수 추적 시스템을 개발하였다. 클럽 축구에서는 프로존의 프로그램을 자주 사용한다.

### 2010 남아공 월드컵
이 회사는 남아공 월드컵에서 카메라를 지원한다. 남아공 각 경기장에는 32대의 CCTV 형태의 카메라가 선수들을 찍는다. 운영요원들은 매 경기마다 선수들에게 각각의 고유번호를 지정한다. 경기 시작 후, 이 회사가 제작한 프로그램은 경기장 선수들의 위치를 좌표값 형태로 출력한다. 각 선수들 움직임의 변화는 이동거리와 순간속도 측정에 영향을 미친다. 프로그램은 이 모든 내용을 출력한다.